# 树木园

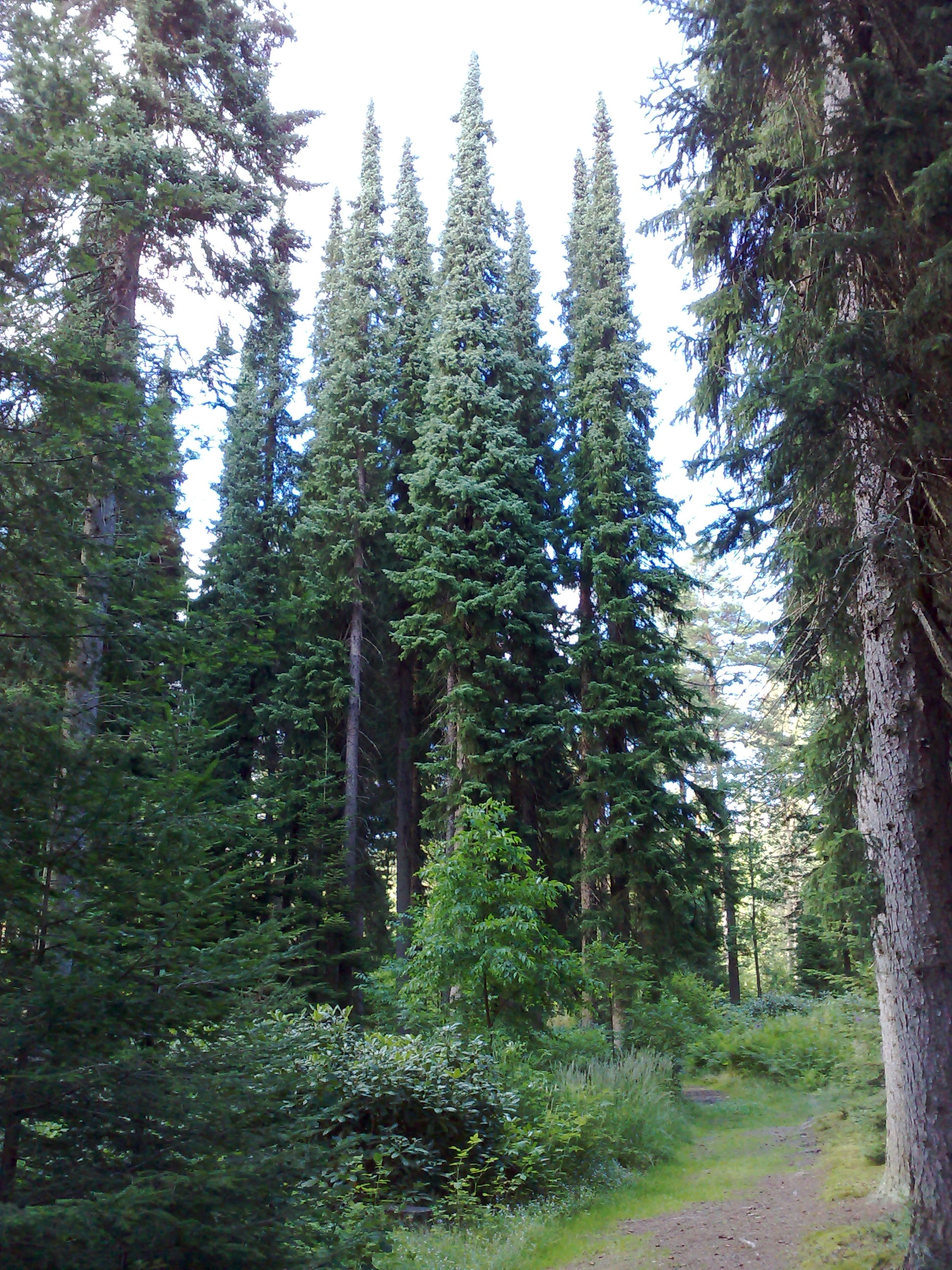
穆斯蒂拉树木园内的塞爾維亞雲杉

树木园（拉丁語：arboretum）是收集种植各种树木和灌木的园区。最初大部分是建立在范围更大的花园或公园内，用以种植大部分非本地物种的树木。现今很多树木园设立在植物園内来收集树木活标本，并至少部分是用于科学研究。
拉丁语单词的本意是“种有树木的地方”，并不一定是指现代意义上的“树木园”。而作为英文单词首次出现在1833年的一本园林杂志里，但树木园这个概念之前很早就有了。